# Lattanzio Gambara

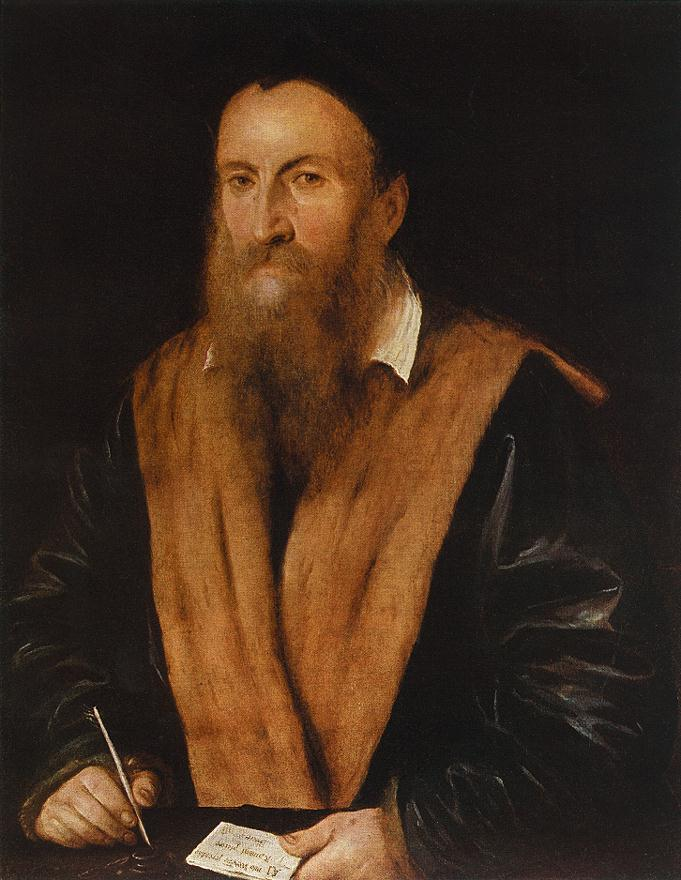
Retrato de Gerolamo de Romano llamado Romanino, sobre 1550-60, Museo de Bellas Artes de Budapest.

Lattanzio Gambara (Brescia, hacia 1530 – Brescia, 18 de marzo de 1574) fue un pintor renacentista italiano de estilo manierista.

## Biografía
Nació en Brescia, su padre era sastre. Cuando tenía 15 años se inició como aprendiz con Giulio Campi en Cremona; sobre 1549, estuvo trabajando junto a Girolamo Romanino (sobre 1485 – sobre 1566), que se convirtió en su suegro.
Realizó un retablo de Santa María en Silva datada de 1558. Pintó los frescos de la Villa Contarini, en Asolo, y un ciclo de frescos sobre la historia del Apocalipsis que decoraban la Loggia de Brescia, hasta que fueron destruidos por los bombardeos en 1944. Podría haberse influenciado de Pordenone.
En estos años el artista vuelve a trabajar en Brescia con Romanino una serie de frescos perdidos para Santa Eufemia y San Lorenzo en Brescia.
Pintó los retablos de la abadía de San Benito en Polirone, decoró el Palacio Maggi en Cadignano (Lama Mocogno, en colaboración con Giulio y Antonio Campi).
En 1565, trabajó brevemente en Venecia.
Realizó una Natividad para la iglesia de San Faustino en Brescia.

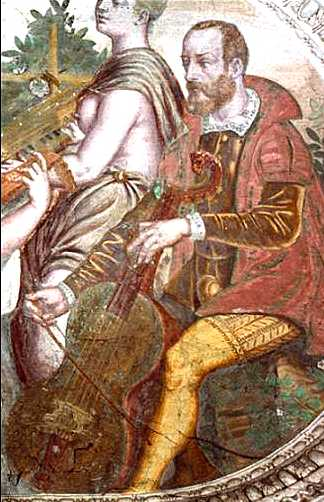
Concierto (detalle) Palacio Maggi, Cadignano.

En 1566, Gambara completó el ciclo de frescos en la iglesia parroquial de San Estefano en Vimercate, con la vida del santo en la parte inferior del ábside y Dios Padre, Cristo, la Virgen y los ángeles en la media cúpula.
En 1567-73, completa su obra maestra, los frescos en la nave de la catedral de Parma, en colaboración con Bernardino Gatti (1495/6-1576).
Durante los últimos años, después de la decoración del tambor de la cúpula Santuario de Santa María de la Steccata en Parma, Gambara ejecutó varios frescos en palacios en Brescia y Parma, entre ellos una Deposición (1568) para la iglesia de San Pedro de Po en Cremona. Se cayó de un andamio, mueren antes de completar los frescos de la cúpula de San Lorenzo, Brescia.
Uno de sus pupilos fue Giovita Brescianino.

## Obras
- Santa Bárbara (1558) (retablo), iglesia de Santa María en Silva, Crémona.
- Frescos, Villa Cantarini, Asolo.
- Historia del Apocalipsis (1561), ciclo de frescos de la Loggia cívica de Brescia (destruidas por los bombarderos americanos de 1944).
- Frescos (perdidos) iglesia de Santa Eufemia y San Lorenzo, Brescia.
- Retablos, abadía de San Benito en Polirone.
- Frescos mitológicos (sobre 1565), Palacio Maggi en Cadignano (Verolanuova).
- Natividad, iglesia de San Faustino, Brescia.
- Vida del Santo y Dios el Padre, Cristo, la Virgen y los ángeles (sobre 1566-1570), frescos, Santo Stefano in Vimercate.
- Frescos, Catedral de Parma (1568-1573), (en colaboración con Bernardino Gatti).
- Decoración de la cúpula, Santa Maria della Steccata, Parma.
- Deposición (1568), San Pietro al Po, Cremona.
- Frescos de la cúpula, San Lorenzo, Brescia.
- Frescos, abadía de Rodengo.
- Frescos en la mansión de Avogadro (sobre 1555), Brescia.
- Frescos mitológicos (1556), casa de Gambero, Brescia.